# Blok 31
Blok 31 is een bestuurslaag in het regentschap Aceh Singkil van de provincie Atjeh, Indonesië. Blok 31 telt 280 inwoners (volkstelling 2010).